# خطف (تمرين)

الخطف (بالإنجليزية: The Snatch) هو أحد أحداث رياضة رفع الأثقال.
خلاصة هذا التمرين هو رفع الحديدة (بالإنجليزية: Barbell) من الأرض إلى فوق الرأس بحركة سلسة متواصلة.

## الرقم العالمي
حامل الرقم القياسي في 2018 هو الرباع الجورجي لاشا تالاخادز حيث رفع 220.0 كجم.